# Oxfam in België
Oxfam in België is een Belgische organisatie voor ontwikkelingssamenwerking.

## Geschiedenis
Op 17 september 1964 stichtte graaf Victor de Robiano samen met baron Antoine Allard en enkele vrienden Oxfam België als dochterorganisatie van Oxfam International. Allard werd de eerste voorzitter en legde de focus op dekolonisatie. In 1971 werd de eerste wereldwinkel geopend in Antwerpen, gevolgd door de oprichting van Oxfam wereldwinkels in 1975. Een jaar later werd Oxfam Magasins du Monde opgericht.

## Organisatie
Oxfam in België bestaat uit drie verschillende, onafhankelijke organisaties: Oxfam-Solidariteit is in heel België actief, Oxfam-Wereldwinkels in Vlaanderen en Oxfam Magasins du Monde in Wallonië en beide laatsten zijn ook in het Brussels Hoofdstedelijk Gewest. Oxfam-Wereldwinkels en Magasins du Monde houden zich bezig met eerlijke handel (fairtrade) en de drie organisaties voeren actie om de politici aan te zetten meer te doen aan de problematiek van achtergestelde mensen in de wereld. Vaak doen ze dit in samenwerking met bijvoorbeeld 11.11.11 en Rikolto.

### Oxfam Solidariteit | Solidarité
Deze niet-gouvernementele organisatie zet zich in voor ontwikkelingssamenwerking. Dit doet ze met behulp van de inzameling van fondsen en een keten van tweedehandswinkels, met onder andere kleding en computers, waarmee ze ontwikkelingsprojecten in Afrika, Zuid-Amerika, Centraal-Amerika, Maghreb en het Midden-Oosten, Zuidoost-Azië en Zuidelijk Azië ondersteunt. Ze gaat ter plaatse bij rampen (bijvoorbeeld na de aardbevingen Nepal 2015) en steunen plaatselijke organisaties op lange termijn. Ze probeert ook het draagvlak voor ontwikkelingssamenwerking te vergroten, bijvoorbeeld door beleidswerk (petities) en met "inleefateliers", waar je ziet hoe de mensen vandaag in andere landen leven.

### Oxfam Wereldwinkels
De organisatie is gestoeld op 3 pijlers: actie (om het publiek en de politici te overtuigen), educatie (mensen meer leren over de problemen in de wereld) en verkoop (zelf eerlijke handelsproducten verkopen).
In de wereldwinkels kan men voedings- en handwerkproducten van producenten uit verschillende "derdewereldlanden" kopen. De voeding wordt ingevoerd door de coöperatieve "Oxfam Fairtrade", eigendom van Oxfam-Wereldwinkels. De producten komen zowat uit de hele wereld, maar Zuid-Amerika is het best vertegenwoordigd. Oxfam-Fairtradeproducten worden ook in warenhuizen, in Magasins du Monde en door groothandels verkocht.

### Oxfam Magasins du Monde
Deze organisatie beheert winkels in Wallonië en Brussel waar ze voornamelijk handwerkproducten verkoopt uit Sub-Sahara Afrika. Deze producten dragen meestal het label "Made in Dignity". Vaak worden ze ook in Oxfam-Wereldwinkels verkocht. Er is ook een cosmeticalijn: Natyr.

## Kritiek
In 2003 steunde Oxfam-Solidariteit een boycotcampagne van Actieplatform Palestina met een poster waarop een sinaasappelschijfje stond afgebeeld waar bloed uit sijpelt. Op de poster stond de tekst "Israëlisch fruit smaakt bitter. Zeg nee tegen de bezetting van Palestina. Koop geen groenten en fruit uit Israël". Oxfam werd fel bekritiseerd door rechtse Israël-drukkingsgroepen. Na publiciteit en druk van de pro-Israëlische organisatie NGO Monitor verwijderde Oxfam de poster van haar website en schreef Ian Anderson, voorzitter van Oxfam International, een excuusbrief. Echter, Oxfam behield haar steun voor producten uit de Westelijke Jordaanoever en de Gazastrook.